# Hoplitis barbigera
Hoplitis barbigera är en biart som först beskrevs av Raymond Benoist 1951.  Hoplitis barbigera ingår i släktet gnagbin, och familjen buksamlarbin. Inga underarter finns listade i Catalogue of Life.